# Raffaella Camet
Raffaella Camet Bertello (Lima, 14 de septiembre de 1992), más conocida como Raffaella Camet, es una exvoleibolista peruana. Jugaba como opuesta en Sporting Cristal y formaba parte de la selección femenina de voleibol del Perú.

## Carrera

### 2009
Raffaella hizo su debut en el Campeonato Mundial de Voleibol Femenino Sub-18 de 2009. Su equipo terminó sexto, el mejor resultado para cualquier equipo peruano desde 1993. Camet, junto con la mayoría de sus compañeras de equipo, saltó a la fama después del torneo.

### 2010: bronce olímpico juvenil
Raffi firmó contrato con el Club Sporting Cristal para la temporada 2010-11 de la Liga Nacional Superior de Voleibol del Perú.
Más tarde, ese mismo año, participó en el Campeonato Sudamericano de Voleibol Femenino Sub-20 de 2010 obteniendo la medalla de plata. Pero su mayor logro fue después, cuando su equipo gana la medalla de bronce en los Juegos Olímpicos Juveniles 2010.

### 2011: oro en Copa Panamericana
Raffaella jugó con su equipo juvenil en la Copa Panamericana de Voleibol Femenino Sub-20 de 2011, celebrada en su país, Perú, ganando la medalla de oro.
También participó con su equipo en el 2011 en el Campeonato Mundial de Voleibol Femenino Sub-20 de 2011, que se celebró en Perú. Su equipo terminó en 6.º lugar.
Justo después del Campeonato Mundial Juvenil, Raffaella se unió al equipo principal de Perú para el Grand Prix Mundial 2011.

## Clubes
| Club             | País | Año       |
| ---------------- | ---- | --------- |
| Sporting Cristal | Perú | 2010-2018 |

## Resultados

### Selección nacional

#### Categoría mayores
- 2009:  Campeona, Juegos Bolivarianos Sucre 2009
- 2010:  Tercera, Juegos Suramericanos ODESUR Medellín 2010
- 2011:  Tercera, Sudamericano Perú 2011

#### Categoría sub-23
- 2012: 4.º lugar, Copa Panamericana Perú 2012

#### Categoría sub-20
- 2008:  Tercera, Sudamericano Juvenil Perú 2008
- 2010:  Tercera, Juegos Olímpicos de la Juventud Singapur 2010
- 2010:  Subcampeona, Sudamericano Juvenil Colombia 2010
- 2011:  Campeona, Copa Panamericana Juvenil Perú 2011
- 2011: 6.º lugar, Mundial Juvenil Perú 2011

#### Categoría sub-18
- 2006:  Subcampeona, Sudamericano Menores Perú 2006
- 2007: 14.º lugar, Mundial Menores México 2007
- 2008:  Subcampeona, Sudamericano Menores Perú 2008
- 2009: 6.º lugar, Mundial Menores Tailandia 2009

## Publicidad
Es la imagen femenina de Reebok en el Perú y de la élite de Toque Fino, junto con el futbolista peruano Leao Butrón y el futbolista argentino Pablo Vitti. Aparece en los comerciales de televisión de los fideos Lavaggi y de la marca Unique, patrocinador oficial de la selección femenina de voleibol del Perú.